# Corydalis shakyae
Corydalis shakyae är en vallmoväxtart som beskrevs av M. Lidén. Corydalis shakyae ingår i släktet nunneörter, och familjen vallmoväxter. Inga underarter finns listade i Catalogue of Life.